# Santiago do Iguape
Santiago do Iguape é uma pequena vila de pescadores e pequenos agricultores quilombolas, pertencente ao município de Cachoeira, na Bahia, localizada na margem esquerda da Baía do Iguape, fundado pelos padres jesuítas em 1561 na então Capitânia de Mem de Sá.
Esta baía é formada pelo alargamento do Rio Paraguaçu já perto da sua foz, (sofrendo inclusive influência das marés), logo após o rio passar pelas cidades de Cachoeira e São Félix, no estado da Bahia.
A principal igreja da vila é a Igreja Matriz de Santiago do Iguape, construída pelos padres jesuítas, recebeu em 1608 a Sanção Canônica de Matriz de Santiago, sendo a primeira do interior da Bahia. A primitiva igreja arruinou-se e em 1783, após a expulsão dos jesuítas do Brasil por decreto do Marquês de Pombal, deu-se o início e conclusão da atual. A festa principal é no dia 25 de julho de cada ano.
A primeira capela foi construída em terras do Senhor Antonio Lopes Ulhoa, Senhor do Engenho San Domingos da Ponta e Cavaleiro da Ordem de Santiago de Compostela, provavelmente assim originando a dedicação desta igreja a Santiago (São Tiago).
O nome Iguape é originário da língua dos índios e quer dizer, "lugar existente no seio d'água".

## Igreja Matriz de Santiago do Iguape

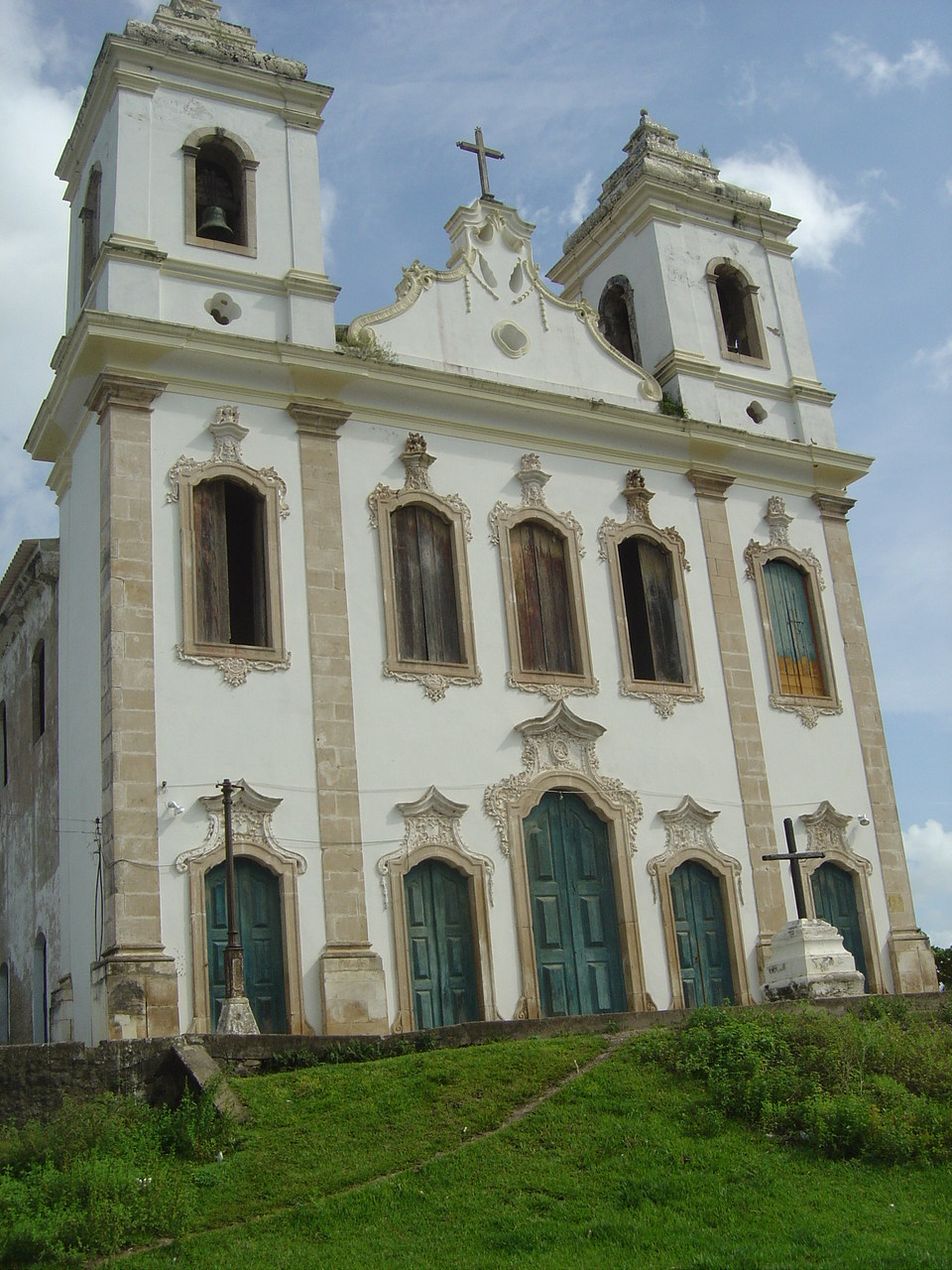
A igreja.

Começando no quartel do século XIX, sua construção por toda uma centúria, nunca chegando a ser concluída.
Sua planta pode ser considerada modelar, apresentando todos os elementos que caracterizavam as igrejas sede de freguesias e irmandades a partir do início do século XVIII.
Com belíssima fachada em estilo barroco tardio conhecido por estilo D. MARIA I, estilo de transição do rococó para o neoclássico com finíssima decoração em guirlandas.
Sobre a porta principal, o medalhão com as insígnias de SANTIAGO: cajado, livro e a cabaça.
Na Capela mor, podem ser vistos painéis de azulejos semi-industriais, azuis e branco.
Duas torres bulbosas revestidas de cacos de louças (certamente de Macau, quebradas nas tempestades dos Caminhos das Índias), franqueiam o frontão recortado.
Seu frontispício é muito esbelto, dividido por pilastras de arenito, vazado por cinco portas superpostas pelas janelas do coro, todas com acabamento em estilo D.MARIA I.
As outras fachadas não foram concluídas.

## Caminho de Santiago do Iguape
No dia 21 de julho de 2007, peregrinos da Bahia, veteranos no Caminho de Santiago, na Espanha, consolidaram uma trilha peregrina, com 18 km de extensão, percorrendo-a com 88 (oitenta e oito) participantes. Esta trilha pode ser estendida até à vila de São Francisco do Paraguaçu, onde está situado o Convento de Santo Antonio do Paraguaçu, logo após Santiago do Iguape, perfazendo uma extensão de 25 km.
No dia 20 de julho de 2008, os peregrinos, festivamente, a percorreram mais uma vez, celebrando os quatrocentos anos da Igreja Matriz.
- Início da Trilha S 12º 32',00 W 38º 50',50.
- Santiago do Iguape S 12º 41',05 W 38º 51',35.
- São Francisco Paraguaçu S 12º 44',35 W 38º 52',30.